# Oude stadhuis (IJlst)
Het oude stadhuis van IJlst is een voormalig stadhuis in IJlst in de Nederlandse provincie Friesland.

## Beschrijving
Het stadhuis is gebouwd in 1859 naar een ontwerp van Albert Breunissen Troost en is een markant gebouw dat boven de andere bebouwing uitsteekt. Het staat op de plaats van het oude, grotere raadhuis, uit de 14e eeuw. Het is een rijksmonument, met een dak van leisteen.
In 1984 werden de gemeenten IJlst en Wymbritseradeel samengevoegd, hierdoor werden alle gemeentelijke diensten naar IJlst verplaatst. Een oude school kwam in gebruik als kantoor voor Sociale Zaken en de rest kwam in het stadhuis, wat aan de achterkant was uitgebreid. Met als gevolg, ruimtegebrek. Het nieuwe gemeentehuis was inmiddels in aanbouw en kon in 1985 worden betrokken.
Na deze verhuizing heeft de rijkspolitie nog tot 1994 van het gebouw gebruikgemaakt. In dat jaar verdween deze uit IJlst, vervolgens is het gebouw tot 1999 nog gebruikt door de recherche. Hierna is het als woning verkocht aan particulieren.

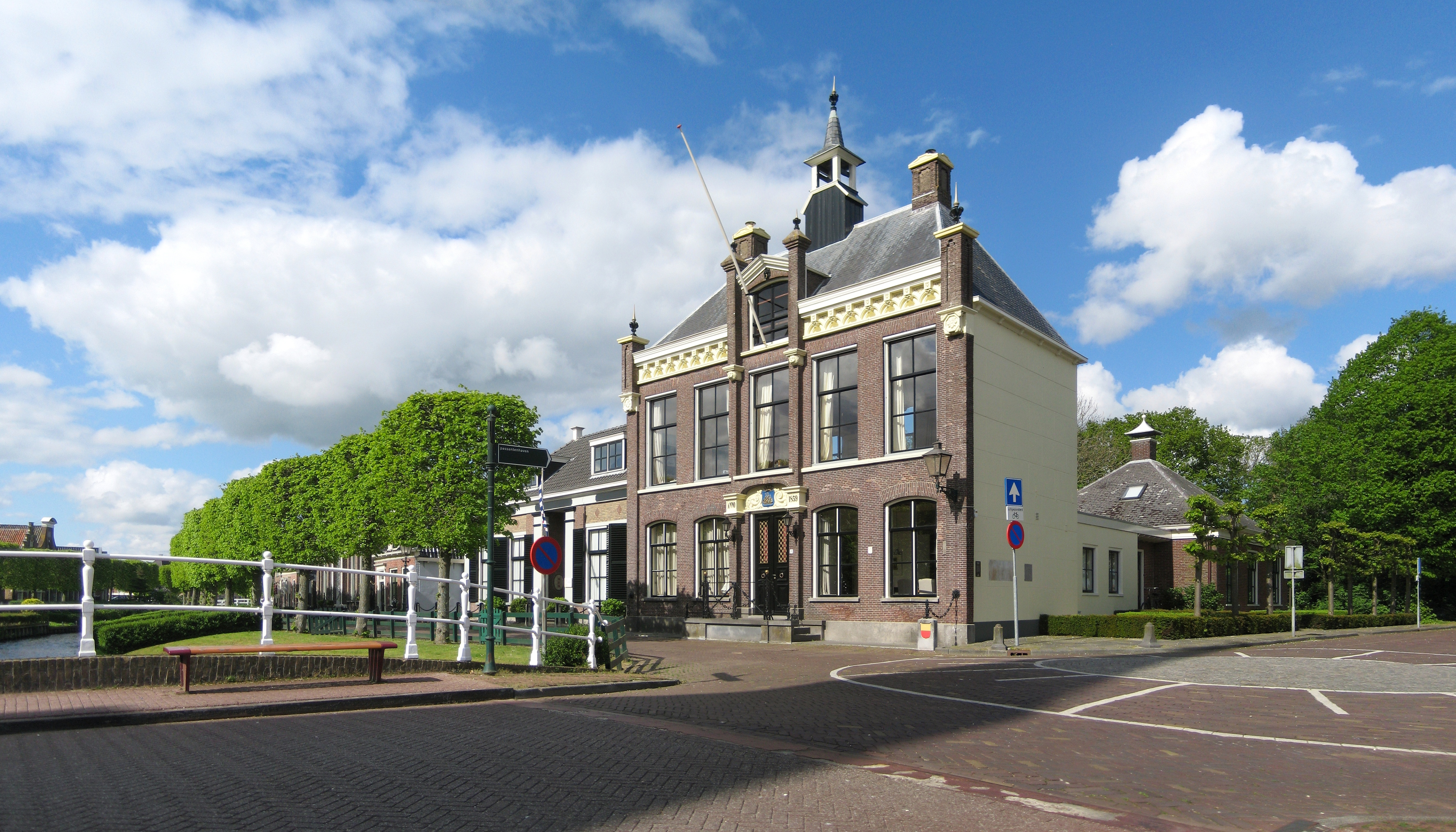
Het voormalige stadhuis van IJlst in 2014

Bolsward · 
Dokkum ·
Franeker ·
Harlingen ·
Hindeloopen ·
IJlst ·
Leeuwarden ·
Sloten ·
Sneek ·
Stavoren ·
Workum